# 虞孟母
虞孟母（278年—312年），濟陽郡外黃縣人，父虞豫，弟虞胤。晉元帝為琅邪王時，納虞氏為妃，兩人結縭六年後，在永嘉六年（312年）虞氏逝世，未留下子女。
晉元帝即位後，追尊虞孟母為皇后，諡號元敬皇后，有司奏議應為虞氏別立廟祠，但被元帝婉拒。於是虞孟母的神位昇祔太廟，葬於平陵。
太寧初年（323年），元帝子晉明帝感懷虞氏當年的撫育之恩，於是追封虞氏的生母王氏為雲陽縣君，從母為平陽鄉君。

## 延伸阅读
[在维基数据编辑]
 《晉書/卷032》，出自房玄齡《晉書》